# 汪志坚
汪志坚（1970年3月—），男，江苏连云港人，中华人民共和国外交官，曾任中华人民共和国驻克赖斯特彻奇总领事，现任中华人民共和国驻宋卡总领事。

## 生平
1991年从南京大学毕业，进入中华人民共和国外交部工作，在外交部礼宾司任科员。1994年，外派驻尼日利亚大使馆任随员，后升任三等秘书。1997年，调外交部礼宾司任三等秘书，升二等秘书。1998年，挂职西藏自治区外事侨务办公室副处长。1999年，任外交部礼宾司副处长，后升处长、参赞、副司长。2015年，挂职江苏省扬州市副市长。2017年，出任中华人民共和国驻克赖斯特彻奇总领事。2021年12月，自驻克赖斯特彻奇总领事离任。2025年1月，出任中华人民共和国驻宋卡总领事。

## 家庭
已婚，有一女。